# 대통령배 전국고교야구대회
대통령배 전국고교야구대회(大統領杯全國高校野球大會)는 중앙일보사에서 주최하는 전국 규모의 고교야구대회이다. 1969년 첫 대회가 열린 후, 2009년 대회까지 총 41회의 대회가 동대문운동장에서 열렸으나 1990년 대회는 동대문운동장 야구장의 인조잔디 공사로 인해 목동야구장에서 개최했고 16강부터는 인천구장으로 옮겨 개최됐다. 
그 뒤, 동대문운동장이 철거됨에 따라 2010년에 열린 제42회 대회는 목동 야구장에서 열렸으며 2011년부터 2012년까지는 수원야구장, 2014년에는 춘천 의암야구장, 2019년에는 청주야구장에서 개최됐다.

## 참가 자격
전국 16개 시/도에 소속되어 있는 야구팀 중 지역예선전을 거쳐 총 27개팀이 본선 대회에 출전하게 된다. (2007년 기준)

## 연도별 우승 고교 및 대회 최우수 선수
| 대회(개최년도) | 우승고교   | 최우수선수         | 준우승고교 | 결승전            |
| -------------- | ---------- | ------------------ | ---------- | ----------------- |
| 제01회(1967년) | 경북고     | 임신근(경북고)     | 선린상고   | 3-0               |
| 제02회(1968년) | 경북고     | 임신근(경북고)     | 배문고     | 6-1               |
| 제03회(1969년) | 선린상고   | 서종수(선린상고)   | 성남고     | 3-0               |
| 제04회(1970년) | 경북고     | 남우식(경북고)     | 동대문상고 | 6-4               |
| 제05회(1971년) | 경북고     | 남우식(경북고)     | 부산고     | 1-0               |
| 제06회(1972년) | 경북고     | 구영석(경북고)     | 충암고     | 8-0               |
| 제07회(1973년) | 대구상고   | 석주옥(대구상고)   | 경남고     | 4-1               |
| 제08회(1974년) | 경북고     | 정진호(경북고)     | 대구상고   | 13-4              |
| 제09회(1975년) | 광주일고   | 김윤환(광주일고)   | 경북고     | 6-2               |
| 제10회(1976년) | 군산상고   | 김용남(군산상고)   | 대구상고   | 1-0               |
| 제11회(1977년) | 공주고     | 김경문(공주고)     | 부산고     | 4-3               |
| 제12회(1978년) | 부산고     | 김호근(부산고)     | 대구상고   | 2-0               |
| 제13회(1979년) | 선린상고   | 박노준(선린상고)   | 부산상고   | 15-1              |
| 제14회(1980년) | 광주일고   | 선동열(광주일고)   | 광주상고   | 8-2               |
| 제15회(1981년) | 군산상고   | 임동구(군산상고)   | 천안북일고 | 5-3               |
| 제16회(1982년) | 부산고     | 김종석(부산고)     | 경북고     | 6-4               |
| 제17회(1983년) | 광주일고   | 박준태(광주일고)   | 세광고     | 7-6               |
| 제18회(1984년) | 서울고     | 김동수(서울고)     | 경남고     | 4-3               |
| 제19회(1985년) | 서울고     | 김동수(서울고)     | 인천고     | 4-1               |
| 제20회(1986년) | 군산상고   | 권순구(군산상고)   | 경남고     | 2-1               |
| 제21회(1987년) | 천안북일고 | 유태영(천안북일고) | 충암고     | 5-0               |
| 제22회(1988년) | 광주상고   | 김정기(광주상고)   | 대구상고   | 6-2               |
| 제23회(1989년) | 부산고     | 강상수(부산고)     | 경주고     | 4-2               |
| 제24회(1990년) | 충암고     | 심재학(충암고)     | 마산고     | 10-5              |
| 제25회(1991년) | 경남상고   | 조준혁(경남상고)   | 신일고     | 5-0               |
| 제26회(1992년) | 부산고     | 윤인수(부산고)     | 경남고     | 7-0               |
| 제27회(1993년) | 대구상고   | 김승관(대구상고)   | 성남고     | 8-4               |
| 제28회(1994년) | 대전고     | 김병준(대전고)     | 부천고     | 7-6               |
| 제29회(1995년) | 배재고     | 박재형(배재고)     | 휘문고     | 8-7               |
| 제30회(1996년) | 휘문고     | 박용택(휘문고)     | 서울고     | 7-6               |
| 제31회(1997년) | 천안북일고 | 김민규(천안북일고) | 경동고     | 5-0               |
| 제32회(1998년) | 경남상고   | 김사율(경남상고)   | 경남고     | 8-7               |
| 제33회(1999년) | 부산고     | 추신수(부산고)     | 배명고     | 6-3               |
| 제34회(2000년) | 부산고     | 추신수(부산고)     | 경기고     | 10-3              |
| 제35회(2001년) | 진흥고     | 김진우(진흥고)     | 성남서고   | 7-1               |
| 제36회(2002년) | 광주일고   | 김대우(광주일고)   | 천안북일고 | 13-2              |
| 제37회(2003년) | 대구고     | 권영진(대구고)     | 경주고     | 13-1              |
| 제38회(2004년) | 인천고     | 김성훈(인천고)     | 덕수정보고 | 4-2               |
| 제39회(2005년) | 광주동성고 | 한기주(광주동성고) | 신일고     | 2-1               |
| 제40회(2006년) | 장충고     | 이용찬(장충고)     | 동성고     | 2-0               |
| 제41회(2007년) | 광주일고   | 정찬헌(광주일고)   | 서울고     | 10-9              |
| 제42회(2008년) | 덕수고     | 성영훈(덕수고)     | 경기고     | 1-0               |
| 제43회(2009년) | 덕수고     | 이인행(덕수고)     | 상원고     | 10-9              |
| 제44회(2010년) | 휘문고     | 임찬규(휘문고)     | 덕수고     | 6-4 (연장 13회)   |
| 제45회(2011년) | 북일고     | 윤형배(북일고)     | 야탑고     | 5-3               |
| 제46회(2012년) | 진흥고     | 하영민(진흥고)     | 신일고     | 3-1               |
| 제47회(2013년) | 공주고     | 김훈호(공주고)     | 북일고     | 4-3               |
| 제48회(2014년) | 서울고     | 임석진(서울고)     | 인창고     | 20-3              |
| 제49회(2015년) | 광주일고   | 김태진(광주일고)   | 성남고     | 11-10 (연장 11회) |
| 제50회(2016년) | 동산고     | 정수근(동산고)     | 성남고     | 8-2               |
| 제51회(2017년) | 서울고     | 강백호(서울고)     | 경남고     | 13-9              |
| 제52회(2018년) | 대구고     | 서상호(대구고)     | 경기고     | 10-2              |
| 제53회(2019년) | 대구고     | 류현우(대구고)     | 충암고     | 9-2               |
| 제54회(2020년) | 강릉고     | 김진욱(강릉고)     | 신일고     | 7-2               |
| 제55회(2021년) | 충암고     | 양서준(충암고)     | 라온고     | 10-4              |
| 제56회(2022년) | 대전고     | 곽성준(대전고)     | 전주고     | 7-4               |

## 기록
- 최다 우승교 : 경북고등학교, 광주제일고등학교, 부산고등학교 (6회)
- 3연속 우승교 : 경북고등학교 (1970~1972년)
- 2연속 우승교 : 경북고등학교 (1967~1968년), 서울고등학교 (1984~1985년), 부산고등학교 (1999~2000년), 덕수고등학교 (2008~2009년), 대구고등학교 (2018~2019)
- 2연속 MVP : 임신근 (경북고, 1967~1968년), 남우식 (경북고, 1970~1971년), 김동수 (서울고, 1984~1985년), 추신수 (부산고, 1999~2000년)